# Lista de membros da Royal Society eleitos em 1991
Esta é uma lista de Membros da Royal Society eleitos em 1991.

## Fellows of the Royal Society (FRS)
1. Allan Mackintosh (1936-1995)
2. Bryan Randell Coles (1926-1997)
3. Malcolm Douglas Lilly (1936-1998)
4. John Tukey (1915-2000)
5. Hendrik Christoffel van de Hulst (1918-2000)
6. Claude Shannon (1916-2001)
7. Robert Wolfgang Cahn (1924-2007)
8. John Newsom-Davis (d. 2007)
9. John Evan Baldwin (d. 2010)
10. David Stewart Jenkinson (d. 2011)
11. Paul Richard Adams
12. Duilio Arigoni
13. Michael John Bevan
14. Kenneth Bray
15. Michael Stuart Brown
16. Peter Elwood Bryant
17. John Cardy
18. Brian Charlesworth
19. Michael Dexter
20. Joseph Goldstein
21. David Headley Green
22. Frank Grosveld
23. Nigel Hitchin
24. Sir Richard Timothy Hunt
25. Brian Frederick Gilbert Johnson
26. Philip Nicholas Johnson-Laird
27. Sir David King
28. George Owen Mackie
29. Enid MacRobbie
30. Michael David May
31. John Norman Murrell
32. Kenneth John Packer
33. John Palmer, 4th Earl of Selborne
34. Gerald Pattenden
35. Graham Garland Ross
36. Charles Scriver
37. Christopher Roland Somerville
38. Andrew Michael Soward
39. Govind Swarup
40. Stephen Thorpe
41. Lap-Chee Tsui
42. Leslie Valiant
43. Martin Paterson Vessey
44. Richard Irving Walcott
45. Kenneth Walters
46. Michael Derek Waterfield
47. Colin Webb